# 帕特里克·穆勒
帕特里克·穆勒（Patrick Müller ，1976年12月17日—）是一名瑞士足球运动员，司职後衛。他是瑞士国家队的常客，现效力於摩纳哥足球俱乐部。